# UFC on Fuel TV: Silva vs. Stann
O UFC on Fuel TV: Silva vs. Stann  foi um evento de artes marciais promovido pelo Ultimate Fighting Championship, ocorrido no dia 3 de março de 2013 na Saitama Super Arena em Saitama, Japão.
Esse foi o sexto evento do UFC a acontecer no Japão, e o segundo na Saitama Super Arena, mesmo local onde acontecia os eventos do lendário PRIDE Fighting Championships.

## Background
Em 13 de Dezembro de 2012 o UFC anunciou que o main-event seria entre Wanderlei Silva que é muito idolatrado pelos japoneses devido ao seu sucesso no PRIDE Fighting Championships e o ex-capitão americano no Iraque Brian Stann. 
Marcelo Guimarães e Hyun Gyu Lim se enfrentariam no UFC on Fuel TV: Franklin vs. Le, porém Guimarães se lesionou e o combate foi cancelado, então foi remarcado para esse evento. 
Diego Sanchez falhou ao tentar bater o peso de 156 lbs, que é o limite da categoria e pesou 158 lbs. Sanchez perdeu 20% da bolsa, e a luta virou Catchweight.

## Card Oficial
Nota 1 Caceres havia vencido por decisão dividida, porém testou positivo para maconha no antidoping.

## Bônus da Noite
- Luta da Noite (Fight of the Night):  Wanderlei Silva vs.  Brian Stann
- Nocaute da Noite (Knockout of the Night):  Wanderlei Silva e  Mark Hunt
- Finalização da Noite (Submission of the Night): Não houve lutas terminadas com finalização, mas o dinheiro do premio ficou com Hunt pelo incrível nocaute aplicado em Struve.